# کی.جی.ساور ورلاگ (انتشارات)
انتشارات کی جی ساور (به آلمانی: K. G. Saur Verlag) یک ناشر آلمانی است که متخصص مرجع اطلاعاتی است. مکان انتشارات توسط دگرویتر در شهر مونیخ بنیانگذاری شده است.
در سال ۱۹۸۷، ک گ سور توسط انتشارات رید خریداری شد. دارنده‌های بریتانیایی این ناشر، ان را در شرکت مجزای بوکر-سور ادغام کردند. در سال ۲۰۰۰ رید الزویر، انتشارات ک گ سور را به گروه گیل که در شرکت سهامی تامسون ادغام شده بود، فروخته شد. دگرویتر این انتشارت را در سال ۲۰۰۶ خرید.